# Яванська ТЕЦ
Яванська ТЕЦ – теплова електростанція в Таджикистані.
В 1970-х роках ввели в дію Яванський електрохімічний комбінат, який передусім був розрахований на споживання електроенергії Нурецької ГЕС. Втім, як резервне джерело живлення, а також для виробітки пари у складі комібнату запроектували Яванську ТЕЦ. Зазвичай зазначається, що ТЕЦ стала до ладу в 1969-му, втім, також можливо зустріти згадку, вона була запущена в 1974 – 1975 роках.
Основне обладнання ТЕЦ становлять дві парові турбіни потужністю по 60 МВт.
В межах проекту розширення станції станом на 1993 рік в Яван вже була доправлена парова турбіна виробництва Уральського турбінного заводу типу Тп-115 потужністю 115 МВт, проте на тлі краху планової економіки вона так і не була запущена.
У 1990-х електрохімічний комбінат потрапив у складне становище, а Яванська ТЕЦ зупинилась та простоювала 12 років, допоки її знову не ввели в дію у 2008-му. Втім, вже у 2009-му повідомлялось, що через високі питомі витрати ТЕЦ та малий попит на опалення станцію в цьому році можна буде не експлуатувати.
Також можливо відзначити, що в 2007-му Яванський електрохімічний комбінат, що й так працював на незначну частку від своєї потужності, зупинився і наразі так і не відновив роботи. В той же час, у 2016-му біч-о-біч з ним запустили завод хімії фтору.
Як паливо Яванська ТЕЦ використовує природний газ, що з 1986-го може надходити по трубопроводу Душанбе – Яван.